# 劉元
劉 元（りゅう げん）は、
1. 中国の前漢時代後期の人（? - 紀元前56年）。平干繆王。漢の景帝の曾孫で、趙敬粛王劉彭祖の孫にあたる。元鳳元年（紀元前80年）、父の平干頃王劉偃を後継して平干王となる。しかし五鳳2年（紀元前56年）、謁者殺害に連座した。そのため、彼が死去しても子の劉林が封国の継承は許されなかった（『漢書』諸侯王表、景十三王伝）。
2. 中国の新代の女性（? - 22年）。以下で詳述する。

荊州南陽郡蔡陽県（湖北省棗陽市）の人。後漢の初代皇帝光武帝（劉秀）の姉。後漢草創期の功臣鄧晨の妻。父は劉欽。母は樊嫺都。姉は劉黄。弟は劉縯・劉仲・劉秀。妹は劉伯姫。1男（鄧汎）3女の母。死後、新野節義長公主の位を追贈されている。
地皇3年（22年）、弟の劉縯・劉秀らが反新の挙兵を行ったが、同年末の小長安聚（南陽郡育陽県）の戦いで、劉縯らの軍は新の前隊大夫（新制の南陽太守）甄阜・前隊属正（新制の南陽都尉）梁丘賜に大敗した。
この時、敗走する劉秀は、途中で劉伯姫を救出し、これも馬に乗せて逃走する。さらに2人は、姉の劉元とその3人の娘を見つけだし、これも救おうとした。しかし劉元は、自分たちが足手纏いになると判断し、救助を謝絶して劉秀と劉伯姫にそのまま逃げるよう告げる。こうして劉秀と劉伯姫は死地を逃れたが、劉元と3人の娘は新軍の手にかかって落命してしまった。また、弟の劉仲も、この時に戦死している。
建武元年（25年）6月、劉秀が光武帝として即位すると、鄧晨は房子侯に封じられた。この時、亡き妻の劉元も、新野節義長公主の位を追贈され、新野の西に廟が立てられている。そして、鄧晨と劉元の間に生まれた息子の鄧汎も呉房侯に封じられ、劉元の祭祀を司ることになった。